# 《逃离德黑兰》获奖名单
《逃离德黑兰》是本·阿弗莱克执导并联手葛蘭·海斯洛夫与佐治·古尼制片的2012年政治惊悚片，克里斯·泰瑞欧根据中央情报局特工托尼·门德斯的回忆录《CIA特工之王》选段，以及约书亚·比尔曼2007年在《连线》杂志发表的文章《大逃亡》编剧。电影年取材1979至1981年伊朗人质危机，阿弗莱克扮演中央情报局特工门德兹，以在伊朗首都德黑兰假称拍摄科幻片《阿尔戈号》为掩护营救被困的六史美国外交官。布莱恩·科兰斯顿、亞倫·阿金、約翰·古德曼在片中饰演配角。
影片在特柳赖德电影节和多倫多國際電影節试映反响热烈，再由华纳兄弟接手，2012年10月12日在美国3200多家电影院上映，以4450万拍摄预算取得超2.32亿美元全球票房。评论汇总网站爛番茄共收集本片358篇评论，综合认可度达九成六。
《逃出德黑兰》获众多荣誉肯定，导演、编剧、阿金的演出尤得赞誉。电影获第85屆奧斯卡金像獎七项入围，拿下最佳影片、原著改编、剪辑三项，是奥斯卡奖史上第四部未获导演奖提名却赢得最佳影片奖的电影。影片在第70屆金球獎入围五项，拿下最佳影片（正剧类）和最佳导演奖。电影获第66届英国电影学院奖七项提名，拿下最佳影片和最佳导演奖。
美國製片人協會授予本片最佳院线电影奖，阿弗莱克获美国导演工会奖最佳长片导演。电影主要演员获美國演員工會獎最佳电影集体演出，美国编剧工会奖向特里奥颁发最佳改编剧本。美国电影学会与國家評論協會均把本片列入2012年十大佳片。

## 荣誉
| 机构                           | 颁奖日期       | 奖项                           | 提名人 | 结果 | 参考          |
| ------------------------------ | -------------- | ------------------------------ | --- | ---- | ------------- |
| 澳大利亞影視藝術學院獎         | 2013年1月26日  | 最佳国际电影                   | 本·阿弗莱克、佐治·古尼、葛蘭·海斯洛夫 | 提名 | [ 16 ]        |
| 澳大利亞影視藝術學院獎         | 2013年1月26日  | 最佳国际导演                   | 本·阿弗莱克 | 提名 | [ 16 ]        |
| 澳大利亞影視藝術學院獎         | 2013年1月26日  | 最佳国际编剧                   | 克里斯·特里奥 | 提名 | [ 16 ]        |
| 奥斯卡金像奖                   | 2013年2月24日  | 最佳影片                       | 本·阿弗莱克、格兰特·赫斯洛夫、乔治·克鲁尼 | 獲獎 | [ 7 ]         |
| 奥斯卡金像奖                   | 2013年2月24日  | 最佳男配角                     | 亞倫·阿金 | 提名 | [ 7 ]         |
| 奥斯卡金像奖                   | 2013年2月24日  | 最佳原著改编                   | 克里斯·泰瑞欧 | 獲獎 | [ 7 ]         |
| 奥斯卡金像奖                   | 2013年2月24日  | 最佳剪辑                       | 威廉·戈登伯格 | 獲獎 | [ 7 ]         |
| 奥斯卡金像奖                   | 2013年2月24日  | 最佳原创配乐                   | 亚历山大·德斯普拉 | 提名 | [ 7 ]         |
| 奥斯卡金像奖                   | 2013年2月24日  | 最佳音效剪辑                   | 埃里克·阿达尔、伊桑·范德莱恩 | 提名 | [ 7 ]         |
| 奥斯卡金像奖                   | 2013年2月24日  | 最佳音效                       | 约翰·雷茨、格雷格·鲁德洛夫、何塞·安东尼奥·加西亚 | 提名 | [ 7 ]         |
| 非裔美国人影评人协会           | 2012年12月16日 | 最佳导演                       | 本·阿弗莱克 | 獲獎 | [ 17 ]        |
| 女性电影记者联盟               | 2013年1月8日   | 最佳影片                       | 《逃离德黑兰》 | 提名 | [ 18 ] [ 19 ] |
| 女性电影记者联盟               | 2013年1月8日   | 最佳导演                       | 本·阿弗莱克 | 提名 | [ 18 ] [ 19 ] |
| 女性电影记者联盟               | 2013年1月8日   | 最佳男配角                     | 艾伦·阿金 | 提名 | [ 18 ] [ 19 ] |
| 女性电影记者联盟               | 2013年1月8日   | 最佳集体演出                   | 《逃离德黑兰》 | 提名 | [ 18 ] [ 19 ] |
| 女性电影记者联盟               | 2013年1月8日   | 最佳改编剧本                   | 克里斯·特里奥 | 獲獎 | [ 18 ] [ 19 ] |
| 女性电影记者联盟               | 2013年1月8日   | 最佳剪辑                       | 威廉·戈登伯格 | 提名 | [ 18 ] [ 19 ] |
| 女性电影记者联盟               | 2013年1月8日   | 最佳电影配乐                   | 亚历山大·德斯普拉 | 提名 | [ 18 ] [ 19 ] |
| 女性电影记者联盟               | 2013年1月8日   | 难忘时刻                       | “跑道追逐” | 提名 | [ 18 ] [ 19 ] |
| 阿曼达奖                       | 2013年8月16日  | 最佳外国片                     | 《逃离德黑兰》 | 提名 | [ 20 ]        |
| 美国电影剪辑工会               | 2013年2月16日  | 最佳剧情片剪辑                 | 威廉·戈登伯格 | 獲獎 | [ 21 ]        |
| 美国电影学会                   | 2012年12月18日 | 年度十大佳片                   | 《逃离德黑兰》 | 獲獎 | [ 14 ]        |
| 藝術指導工會                   | 2013年2月2日   | 最佳时代片艺术指导             | 莎朗·塞默 | 提名 | [ 22 ]        |
| 奥斯汀影评人协会               | 2012年12月18日 | 最佳影片                       | 《逃离德黑兰》 | 第二 | [ 23 ]        |
| 奥斯汀影评人协会               | 2012年12月18日 | 最佳改编剧本                   | 克里斯·特里奥 | 獲獎 | [ 23 ]        |
| 波士頓影評人協會               | 2012年12月9日  | 最佳剪辑                       | 威廉·戈登伯格 | 第二 | [ 24 ]        |
| 英国电影学院奖                 | 2013年2月10日  | 最佳影片                       | 本·阿弗莱克、乔治·克鲁尼、格兰特·赫斯洛夫 | 獲獎 | [ 10 ]        |
| 英国电影学院奖                 | 2013年2月10日  | 最佳导演                       | 本·阿弗莱克 | 獲獎 | [ 10 ]        |
| 英国电影学院奖                 | 2013年2月10日  | 最佳改编剧本                   | 克里斯·特里奥 | 提名 | [ 10 ]        |
| 英国电影学院奖                 | 2013年2月10日  | 最佳男主角                     | 本·阿弗莱克 | 提名 | [ 10 ]        |
| 英国电影学院奖                 | 2013年2月10日  | 最佳男配角                     | 艾伦·阿金 | 提名 | [ 10 ]        |
| 英国电影学院奖                 | 2013年2月10日  | 最佳电影配乐                   | 亚历山大·德斯普拉 | 提名 | [ 10 ]        |
| 英国电影学院奖                 | 2013年2月10日  | 最佳剪辑                       | 威廉·戈登伯格 | 獲獎 | [ 10 ]        |
| Camerimage電影攝影藝術國際影展 | 2012年12月3日  | 金蛙奖                         | 罗德里戈·普列托 | 提名 | [ 25 ]        |
| 美国选角工会                   | 2013年11月18日 | 最佳大成本剧情片选角           | 洛拉·肯尼迪 | 獲獎 | [ 26 ]        |
| 凯撒电影奖                     | 2013年1月22日  | 最佳外国片                     | 《逃离德黑兰》 | 獲獎 | [ 27 ]        |
| 芝加哥影评人协会               | 2012年12月17日 | 最佳影片                       | 《逃离德黑兰》 | 提名 | [ 28 ]        |
| 芝加哥影评人协会               | 2012年12月17日 | 最佳导演                       | 本·阿弗莱克 | 提名 | [ 28 ]        |
| 芝加哥影评人协会               | 2012年12月17日 | 最佳原创配乐                   | 亚历山大·德斯普拉 | 提名 | [ 28 ]        |
| 芝加哥影评人协会               | 2012年12月17日 | 最佳剪辑                       | 威廉·戈登伯格 | 提名 | [ 28 ]        |
| 芝加哥影评人协会               | 2012年12月17日 | 最佳改编剧本                   | 克里斯·特里奥 | 提名 | [ 28 ]        |
| 服装设计工会                   | 2013年2月19日  | 最佳时代片服装设计             | 杰奎琳·韦斯特 | 提名 | [ 29 ]        |
| 评论家选择电影奖               | 2013年1月10日  | 最佳影片                       | 《逃离德黑兰》 | 獲獎 | [ 30 ] [ 31 ] |
| 评论家选择电影奖               | 2013年1月10日  | 最佳男配角                     | 艾伦·阿金 | 提名 | [ 30 ] [ 31 ] |
| 评论家选择电影奖               | 2013年1月10日  | 最佳集体演出                   | 《逃离德黑兰》 | 提名 | [ 30 ] [ 31 ] |
| 评论家选择电影奖               | 2013年1月10日  | 最佳导演                       | 本·阿弗莱克 | 獲獎 | [ 30 ] [ 31 ] |
| 评论家选择电影奖               | 2013年1月10日  | 最佳改编剧本                   | 克里斯·特里奥 | 提名 | [ 30 ] [ 31 ] |
| 评论家选择电影奖               | 2013年1月10日  | 最佳剪辑                       | 威廉·戈登伯格 | 提名 | [ 30 ] [ 31 ] |
| 评论家选择电影奖               | 2013年1月10日  | 最佳配乐                       | 亚历山大·德斯普拉 | 提名 | [ 30 ] [ 31 ] |
| 达拉斯—沃斯堡影评人协会        | 2012年12月18日 | 最佳影片                       | 《逃离德黑兰》 | 第二 | [ 32 ]        |
| 达拉斯—沃斯堡影评人协会        | 2012年12月18日 | 最佳导演                       | 本·阿弗莱克 | 第三 | [ 32 ]        |
| 达拉斯—沃斯堡影评人协会        | 2012年12月18日 | 最佳男配角                     | 艾伦·阿金 | 第四 | [ 32 ]        |
| 意大利电影金像奖               | 2013年6月14日  | 最佳外国片                     | 《逃离德黑兰》 | 提名 | [ 33 ]        |
| 底特律影评人协会               | 2012年12月13日 | 最佳影片                       | 《逃离德黑兰》 | 提名 | [ 34 ]        |
| 底特律影评人协会               | 2012年12月13日 | 最佳导演                       | 本·阿弗莱克 | 提名 | [ 34 ]        |
| 底特律影评人协会               | 2012年12月13日 | 最佳群体演出                   | 《逃离德黑兰》 | 提名 | [ 34 ]        |
| 美国导演工会奖                 | 2013年2月2日   | 最佳长片导演                   | 本·阿弗莱克 | 獲獎 | [ 12 ]        |
| 道林奖                         | 2013年1月18日  | 年度电影                       | 《逃离德黑兰》 | 獲獎 | [ 35 ]        |
| 帝國獎                         | 2013年3月24日  | 最佳惊悚片                     | 《逃离德黑兰》 | 提名 | [ 36 ]        |
| 佛罗里达影评人协会             | 2012年12月18日 | 最佳影片                       | 《逃离德黑兰》 | 獲獎 | [ 37 ]        |
| 佛罗里达影评人协会             | 2012年12月18日 | 最佳导演                       | 本·阿弗莱克 | 獲獎 | [ 37 ]        |
| 佛罗里达影评人协会             | 2012年12月18日 | 最佳改编剧本                   | 克里斯·特里奥 | 獲獎 | [ 37 ]        |
| 俄罗斯金鹰奖                   | 2014年1月29日  | 最佳外语片                     | 《逃离德黑兰》 | 提名 | [ 38 ]        |
| 金球獎                         | 2013年1月13日  | 最佳影片（正剧类）             | 《逃离德黑兰》 | 獲獎 | [ 9 ]         |
| 金球獎                         | 2013年1月13日  | 最佳电影男配角                 | 艾伦·阿金 | 提名 | [ 9 ]         |
| 金球獎                         | 2013年1月13日  | 最佳导演                       | 本·阿弗莱克 | 獲獎 | [ 9 ]         |
| 金球獎                         | 2013年1月13日  | 最佳编剧                       | 克里斯·特里奥 | 提名 | [ 9 ]         |
| 金球獎                         | 2013年1月13日  | 最佳原创配乐                   | 亚历山大·德斯普拉 | 提名 | [ 9 ]         |
| 葛萊美獎                       | 2014年1月26日  | 最佳视觉传媒配乐               | 亚历山大·德斯普拉 | 提名 | [ 39 ]        |
| 金酸莓獎                       | 2015年2月21日  | 最佳贖莓獎                     | 本·阿弗莱克 | 獲獎 | [ 40 ]        |
| 報知電影獎                     | 2012年12月18日 | 最佳国际电影                   | 《逃离德黑兰》 | 獲獎 | [ 41 ]        |
| 好萊塢電影獎                   | 2012年10月22日 | 年度集体演出                   | 《逃离德黑兰》 | 獲獎 | [ 42 ]        |
| 休斯顿影评人协会               | 2013年1月5日   | 最佳影片                       | 《逃离德黑兰》 | 獲獎 | [ 43 ]        |
| 休斯顿影评人协会               | 2013年1月5日   | 最佳导演                       | 本·阿弗莱克 | 獲獎 | [ 43 ]        |
| 国际电影音乐评论协会           | 2013年2月21日  | 年度电影作曲家                 | 亚历山大·德斯普拉 | 提名 | [ 44 ]        |
| 爱尔兰影视学院                 | 2013年2月9日   | 最佳国际电影                   | 《逃离德黑兰》 | 獲獎 | [ 45 ]        |
| 爱尔兰影视学院                 | 2013年2月9日   | 最佳国际男演员                 | 本·阿弗莱克 | 提名 | [ 45 ]        |
| 日本電影學院獎                 | 2013年3月8日   | 最佳外语片                     | 《逃离德黑兰》 | 提名 | [ 46 ]        |
| 伦敦影评人协会                 | 2013年1月20日  | 年度电影                       | 《逃离德黑兰》 | 提名 | [ 47 ]        |
| 伦敦影评人协会                 | 2013年1月20日  | 年度男配角                     | 艾伦·阿金 | 提名 | [ 47 ]        |
| 伦敦影评人协会                 | 2013年1月20日  | 年度编剧                       | 克里斯·特里奥 | 提名 | [ 47 ]        |
| 伦敦影评人协会                 | 2013年1月20日  | 年度技术成就                   | 威廉·戈登伯格（剪辑） | 提名 | [ 47 ]        |
| 洛杉磯影評人協會               | 2012年12月9日  | 最佳编剧                       | 克里斯·特里奥 | 獲獎 | [ 48 ]        |
| 洛杉磯影評人協會               | 2012年12月9日  | 最佳剪辑                       | 威廉·戈登伯格 | 亚军 | [ 48 ]        |
| 美国音效剪辑工会               | 2013年2月17日  | 最佳长片电影音乐音效剪辑       | 理查德·福特、大卫·梅茨纳 | 提名 | [ 49 ] [ 50 ] |
| 美国音效剪辑工会               | 2013年2月17日  | 最佳长片电影对白音效剪辑       | 埃里克·阿达尔、大卫·巴赫、大卫·巴特勒 | 提名 | [ 49 ] [ 50 ] |
| 美国音效剪辑工会               | 2013年2月17日  | 最佳长片电影音效与动态拟音剪辑 | 埃里克·阿达尔、伊桑·范德莱恩、乔纳森·克莱因、丹·奥康奈尔、约翰·库奇、胡克、格里格·坦波奇                                                                                        | 提名 | [ 49 ] [ 50 ] |
| MTV影視大獎                    | 2013年4月14日  | 最佳男演员                     | 本·阿弗莱克 | 提名 | [ 51 ]        |
| 國家評論協會                   | 2013年1月8日   | 年度十大佳片                   | 《逃离德黑兰》 | 獲獎 | [ 15 ]        |
| 國家評論協會                   | 2013年1月8日   | 电影制作特别成就               | 本·阿弗莱克 | 獲獎 | [ 15 ]        |
| 國家評論協會                   | 2013年1月8日   | 聚光灯奖                       | 約翰·古德曼 | 獲獎 | [ 15 ]        |
| 紐約影評人協會                 | 2012年12月3日  | 最佳影片                       | 《逃离德黑兰》 | 第二 | [ 52 ]        |
| 紐約影評人協會                 | 2012年12月3日  | 最佳导演                       | 本·阿弗莱克 | 第三 | [ 52 ]        |
| 纽约在线影评人协会             | 2012年12月9日  | 最佳群体演出                   | 《逃离德黑兰》 | 獲獎 | [ 53 ]        |
| 棕榈泉国际电影节               | 2013年1月5日   | 最佳群体演出                   | 《逃离德黑兰》 | 獲獎 | [ 54 ]        |
| 人民选择奖                     | 2013年1月9日   | 最佳剧情片                     | 《逃离德黑兰》 | 提名 | [ 55 ]        |
| 政治电影学会                   | 2012           | 曝光奖                         | 《逃离德黑兰》 | 獲獎 | [ 56 ]        |
| 美國製片人協會                 | 2013年1月26日  | 最佳影片                       | 本·阿弗莱克、乔治·克鲁尼、格兰特·赫斯洛夫 | 獲獎 | [ 11 ]        |
| 羅伯獎                         | 2013年2月28日  | 最佳美国片                     | 《逃离德黑兰》 | 獲獎 | [ 57 ]        |
| 聖地牙哥影評人協會             | 2012年12月11日 | 最佳影片                       | 《逃离德黑兰》 | 獲獎 | [ 58 ] [ 59 ] |
| 聖地牙哥影評人協會             | 2012年12月11日 | 最佳导演                       | 本·阿弗莱克 | 獲獎 | [ 58 ] [ 59 ] |
| 聖地牙哥影評人協會             | 2012年12月11日 | 最佳男配角                     | 艾伦·阿金 | 提名 | [ 58 ] [ 59 ] |
| 聖地牙哥影評人協會             | 2012年12月11日 | 最佳改编剧本                   | 克里斯·特里奥 | 獲獎 | [ 58 ] [ 59 ] |
| 聖地牙哥影評人協會             | 2012年12月11日 | 最佳剪辑                       | 威廉·戈登伯格 | 獲獎 | [ 58 ] [ 59 ] |
| 聖地牙哥影評人協會             | 2012年12月11日 | 最佳艺术指导                   | 莎朗·塞默 | 提名 | [ 58 ] [ 59 ] |
| 聖地牙哥影評人協會             | 2012年12月11日 | 最佳配乐                       | 亚历山大·德斯普拉 | 提名 | [ 58 ] [ 59 ] |
| 聖地牙哥影評人協會             | 2012年12月11日 | 最佳群体演出                   | 《逃离德黑兰》 | 提名 | [ 58 ] [ 59 ] |
| 旧金山影评人协会               | 2012年12月17日 | 最佳剪辑                       | 威廉·戈登伯格 | 獲獎 | [ 60 ]        |
| 卫星奖                         | 2012年12月16日 | 最佳影片                       | 《逃离德黑兰》 | 提名 | [ 61 ] [ 62 ] |
| 卫星奖                         | 2012年12月16日 | 最佳导演                       | 本·阿弗莱克 | 提名 | [ 61 ] [ 62 ] |
| 卫星奖                         | 2012年12月16日 | 最佳改编剧本                   | 克里斯·特里奥 | 提名 | [ 61 ] [ 62 ] |
| 卫星奖                         | 2012年12月16日 | 最佳原创配乐                   | 亚历山大·德斯普拉 | 獲獎 | [ 61 ] [ 62 ] |
| 土星獎                         | 2013年6月26日  | 最佳恐惧片或惊悚片             | 《逃离德黑兰》 | 提名 | [ 63 ]        |
| 美國演員工會獎                 | 2013年1月27日  | 最佳男配角                     | 艾伦·阿金 | 提名 | [ 64 ] [ 65 ] |
| 美國演員工會獎                 | 2013年1月27日  | 最佳群体演出                   | 本·阿弗莱克、艾伦·阿金、凯瑞·碧许、凱爾·錢德勒、羅利·科奇瑞恩、布莱恩·科兰斯顿、克里斯托弗·邓汉、塔特·多諾萬、可莉·杜瓦、維克多·賈博、約翰·古德曼、史考特·麥奈利、克里斯·梅希納 | 獲獎 | [ 64 ] [ 65 ] |
| 圣路易斯影评人协会             | 2012年12月17日 | 最佳影片                       | 《逃离德黑兰》 | 獲獎 | [ 66 ] [ 67 ] |
| 圣路易斯影评人协会             | 2012年12月17日 | 最佳导演                       | 本·阿弗莱克 | 獲獎 | [ 66 ] [ 67 ] |
| 圣路易斯影评人协会             | 2012年12月17日 | 最佳男配角                     | 艾伦·阿金 | 提名 | [ 66 ] [ 67 ] |
| 圣路易斯影评人协会             | 2012年12月17日 | 最佳男配角                     | 約翰·古德曼 | 提名 | [ 66 ] [ 67 ] |
| 圣路易斯影评人协会             | 2012年12月17日 | 最佳编剧                       | 克里斯·特里奥 | 提名 | [ 66 ] [ 67 ] |
| 青少年选择奖                   | 2013年8月11日  | 最佳剧情片                     | 《逃离德黑兰》 | 提名 | [ 68 ]        |
| 青少年选择奖                   | 2013年8月11日  | 最佳剧情片男演员               | 本·阿弗莱克 | 提名 | [ 68 ]        |
| 多倫多國際電影節               | 2012年9月16日  | 人民选择奖                     | 本·阿弗莱克 | 第二 | [ 69 ]        |
| 南加州大学                     | 2013年2月9日   | 最佳改编剧本                   | 克里斯·特里奥（编剧）、托尼·门德斯（原著作者）、约书亚·比尔曼（原著作者） | 獲獎 | [ 70 ]        |
| 视觉效果工会                   | 2013年2月5日   | 最佳长片电影视觉效果支持       | 马特·德塞罗、格雷戈里·麦克默里、托马斯·史密斯、米歇尔·瓦利洛 | 提名 | [ 71 ]        |
| 华盛顿特区影评人协会           | 2012年12月10日 | 最佳影片                       | 《逃离德黑兰》 | 提名 | [ 72 ]        |
| 华盛顿特区影评人协会           | 2012年12月10日 | 最佳导演                       | 本·阿弗莱克 | 提名 | [ 72 ]        |
| 华盛顿特区影评人协会           | 2012年12月10日 | 最佳男配角                     | 艾伦·阿金 | 提名 | [ 72 ]        |
| 华盛顿特区影评人协会           | 2012年12月10日 | 最佳群体演出                   | 《逃离德黑兰》 | 提名 | [ 72 ]        |
| 华盛顿特区影评人协会           | 2012年12月10日 | 最佳改编剧本                   | 《逃离德黑兰》 | 提名 | [ 72 ]        |
| 世界电影原声学会               | 2013年10月19日 | 年度电影作曲家                 | 亚历山大·德斯普拉（除本片外还有《现实》、《雷诺阿》、守护者联盟》、《猎杀本·拉登》）                                                                                            | 提名 | [ 73 ]        |
| 美国编剧工会奖                 | 2013年2月17日  | 最佳改编剧本                   | 克里斯·特里奥 | 獲獎 | [ 13 ]        |